# Reino de los Sedang
El Reino de los Sedang (en francés Royaume des Sedangs; en vietnamita Vương quốc Xơ Đăng) fue una micronación de breve duración, fundada por el aventurero francés Marie-Charles David de Mayréna en parte de lo que actualmente es Vietnam. Existió entre junio de 1888, y noviembre de 1889, cuando las fuerzas coloniales francesas terminaron con la intentona separatista.

## Historia
En 1888 el rey de Siam realizó una serie de reclamaciones territoriales en los límites del Protectorado francés de Annam, lo que inquietó al gobernador colonial. Para oponerse a las reclamaciones de Siam el gobernador Charles Le-Myre-de-Vilers envió a un colono y exmilitar francés, Marie-Charles David de Mayréna, para que ocupase el territorio. Marie-Charles en cambio convenció a los miembros de las tribus locales para que formaran un pequeño reino bajo su gobierno personal, proclamando el Reino de los Sedang, y siendo elegido el mismo como rey.  Redactó una Constitución, y estableció la capital en Kon Tum, rebautizándola como Ciudad Grande.
Marie-Charles ofreció a Francia establecer un protectorado sobre su reino, pero su petición fue ignorada y considerada como un disparate. Tras esto viajó hasta Hong Kong, para ofrecer a los británicos el territorio, pero también fue ignorado. Allí mismo encargó la confección de estampillas para Sedang.
El reino acabó con la detención de Marie-Charles en Singapur, en 1889, acusado de traficar armas y uniformes para el Ejército del Reino de los Sedang. Allí moriría en 1890. Simultáneamente el nuevo gobernador de Annam, Pierre-Paul Rheinart, ordenó la ocupación y anexión de los territorios reivindicados como el Reino de los Sedang los cuales pasaron a ser parte de Annam, y actualmente de Vietnam.
Tras su desaparición el efímero reino mantuvo vigencia en la venta de estampillas, monedas y medallas fabricadas en Hong Kong por orden de Marie-Charles. En noviembre de 1995, personas relacionadas con los grupos étnicos que gobernaron o vivieron en Sedang fundaron la Asamblea para la Restauración de la Nobleza Sedang, con sede en Toronto y basados en el Reino de los Sedang.